# Fort de Saint-Père
Pour les articles homonymes, voir Saint-Père.
Le fort de Saint-Père, fort Saint-Père ou fort de Châteauneuf est un fort français situé sur la commune de Saint-Père-Marc-en-Poulet à 9 km au sud de Saint-Malo, en Bretagne. Construit au XVIIIe siècle sous le règne de Louis XVI pour protéger la cité corsaire des attaques anglaises, il est connu aujourd'hui pour abriter les festivals La Route du Rock et No Logo BZH

## Historique

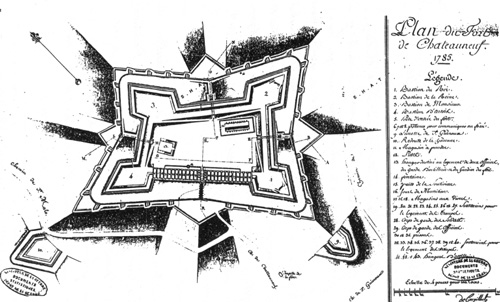
Plan d'origine du fort

La ville et le port de Saint-Malo étant régulièrement sous la menace des descentes anglaises, il est décidé d'en renforcer la défense en protégeant son seul accès terrestre praticable en toute saison, l'isthme de Châteauneuf, qui pourrait être facilement coupé par l'ennemi ayant débarqué à Cancale et ainsi faire le siège de Saint-Malo. La construction du fort sur une hauteur dominant l'isthme commence en 1777. 
En janvier, le 1er bataillon du régiment d'Agénois stationné habituellement à Vannes et le 1er bataillon du régiment d'Armagnac font mouvement à Saint-Servan. Ils fourniront la main-d'œuvre pour la construction du fort. La première pierre est posée le 14 juillet par la marquise Baude de la Vieuville, femme du marquis de Chateauneuf (leur fils s'illustrera dans la chouannerie), accompagnée par monsieur de Carpilhet et monsieur de Lorandal, colonel du régiment d'Armagnac.
Conçus par les ingénieurs militaires Louis Aguillon et Pierre-Jean de Caux, suivant les principes des fortifications de Vauban, le fort forme un quadrilatère fermé par un épais rempart avec des bastions en saillie aux quatre angles (bastions du Roy, d'Artois, de la Reine et de Monsieur) le tout enterré et protégé par un large fossé. Pour les matériaux de construction, les pierres de taille viennent des carrières de Saint-Pierre-de-Plesguen et des îles Chausey, les vitres des ateliers de Rouen, l'ardoise de couverture des carrières de Chateaulin et les ferrures d'Espagne et de Suède.
La superficie du fort est équivalente à celle de la ville intra muros de Saint-Malo avec une trentaine d'hectares. Le fort comprend alors une entrée fermée par un pont-levis et encadrée de 2 corps de garde, 2 cachots, un magasin à poudre de 46 mètres de long et 13 mètres de large destiné à approvisionner le château et les forts de Saint-Malo, 26 casemates réparties en deux groupes permettant de loger 600 soldats et 6 casemates réservées aux officiers. Chaque casemate a une superficie de 20 mètres sur 6 mètres et une hauteur de 4,7 mètres. Elle comprend en façade une porte et deux baies et est équipée d'une cheminée et de deux évents d'aération. 6 autres casemates servent de magasin de vivres et leurs portes sont surmontées d'un oculus. Un puits est creusé dans la cour, un autre dans le glacis sud et une fontaine dans les fossés du Nord-Est. 
La construction s'achève 8 ans plus tard en 1785, elle aura provoqué la mort de 50 ouvriers, et couté 1 484 913 livres. 
Il est alors connu sous le nom de fort de Châteauneuf (le fort se trouve plus près du bourg de Châteauneuf que du village de Saint-Père).
Il abritera une garnison de 600 hommes et un magasin à poudre considéré alors comme l'un des plus grands d'Europe mais il semble que son armement n'ait jamais dépassé 18 canons. Le fort ne connaitra jamais de combats. 
En 1880, un arsenal est rajouté. En 1885, le fort est relié au réseau de chemin de fer. Pendant la Première Guerre mondiale, il sert de camp de prisonniers. Sous  l'Occupation, les troupes allemandes s'en servent comme dépôt pour des obus pour canons de 194 mm et 75 mm et pour des torpilles de la Kriegsmarine. Lors de l'abandon du fort face à l'avancée des troupes américaines vers Saint-Malo, le fort est en partie pétardé. Brièvement occupé par l'armée américaine, il sera déblayé entre 1944 et 1950, puis utilisé par l'armée française comme dépôt d'explosifs. Une partie du déminage des plages y est alors stockée. L'armée l'abandonne à la fin des années 1970 et le déclasse en 1985, il est alors reversé au domaine. Le fort est racheté par la commune de Saint-Père en 1989. Elle y entame alors de longs travaux de restauration qui seront accélérés avec l'installation de la Route du Rock. Un chantier d'insertion s'installe en 1995. Une trentaine de chèvres participent aussi à l'entretien du site, largement herbeux.

## La Route du Rock & No Logo BZH
Ce lieu a été proposé aux organisateurs du festival La Route du Rock par un de leurs amis, disquaire dinardais, le festival se tenant auparavant à Saint-Malo, à l'espace Allende et dans des bars de la ville. Un concert test du groupe Noir Désir en août 1993 convainc la commune et le festival s'y installe en 1994.
Les contreforts de la poudrière servent de loges aux artistes, l'arsenal de cantine, le bastion du Roi de locaux administratifs et de direction et le bastion de la Reine, d'espace-presse. Jusqu'en 2005 et l'effondrement partiel d'un rempart, les festivaliers installaient leur tente dans le fossé du fort.
En 1998, d'importants travaux de déminage et de dépollution du site ont obligé le festival à se tenir en plein champ à quelques centaines de mètres hors du fort. Des travaux de drainage et d'aménagement, financés par la commune et par la ville de Saint-Malo débuteront courant 2011 après la 20e édition du festival. 
Le festival Reggae & musiques du monde No Logo BZH se déroule, depuis 2017, au Fort de Saint-Père, accueillant jusqu'à 42 000 festivaliers en août 2023.
La Route du Fort, une course à pied populaire et atypique s'y déroule depuis 2013.
La commune organise dans le fort d'autres manifestations culturelles le reste de l'année.